# Coccopygia
Coccopygia (astrilden) is een geslacht van zangvogels uit de familie prachtvinken (Estrildidae).

## Soorten
Het geslacht kent de volgende soorten:
- Coccopygia bocagei  – Angola-astrild
- Coccopygia melanotis  – Groenrugastrild
- Coccopygia quartinia  – Geelbuikastrild